# Cuora bourreti
Cuora bourreti (лат.), также известная как центральная вьетнамская коробчатая черепаха, индокитайская коробчатая черепаха — вид азиатских пресноводных черепах из рода шарнирных черепах, распространённый во Вьетнаме и Лаосе. Международным союзом охраны природы признан находящимся на грани исчезновения.

## Описание
Длина карапакса может достигать 19—20 см, а масса тела — 800—1200 г. Самки и самцы примерно одинакового размера. Черепашата после выхода из яиц имеют карапакс длиной 45—50 мм и массу тела 15—24 г.

## Распространение
Известен из Вьетнама, где распространён в провинциях Нгеан, Хатинь, Куангбинь, Тхыатхьен-Хюэ, Дананг, Куангнам и Контум, а также в прилегающей провинции Лаоса, Саваннакхет. Занимает высоты от 300 до 1800 м над уровнем моря. Населяет влажные вечнозелёные леса с сомкнутым пологом обычно на высоте 300—700 м над уровнем моря. Ведёт преимущественно наземный образ жизни.

## Образ жизни
О биологии вида в природе известно мало. По данным, полученным в условиях неволи, он отличается медленным ростом (половой зрелости достигает в возрасте 10—15 лет) и низкой плодовитостью, при которой в год самки делают по одной кладке из 1—3 яиц размером 55×30 мм.

## Угрозы и охрана
Численность вида неизвестна, имеются лишь анекдотические данные по плотности популяции. Согласно оценке МСОП 2020 года, за 60 лет численность вида сократилась примерно на 90 %, и ожидается, что этот тренд будет сохраняться ещё как минимум 20 лет. Причиной этого сокращения считается активный сбор черепах для продажи, идущий с 1990-х годов по всему ареалу. Отлов производится как целенаправленно с использованием собак, тренированных находить черепах, и иногда почвенных ловушек, так и случайно при сборе других лесных продуктов. Разрушение мест обитания считается важной, но более локальной угрозой виду. В историческое время вид потреблялся местными жителями в пищу, но с возрастание цен на него, черепах стали вместо этого продавать, в основном нелегально, при этом большинство из них попадает на китайский рынок домашних питомцев и средств традиционной китайской медицины. Молодых черепах часто пытаются выращивать в деревнях для продажи, но зачастую эти попытки оканчиваются гибелью животных. Местные жители не используют этот вид для нужд традиционной медицины, однако кости могут продавать для производства костного клея. Во многих местах панцири используются в качестве украшений домов.
Международный союз охраны природы отнёс вид к категории находящихся на грани полного исчезновения. В 2000 году он был включён в приложение II СИТЕС, а в 2019 году — перемещён в приложение I. Во Вьетнаме его коммерческая эксплуатация запрещена, а в Лаосе запрещены охота и отлов в течение всего года. На протяжении большей части ареала вид обитает на различных охраняемых природных территориях.

## Таксономия
Назван в честь французского герпетолога Рене Леона Бурре. Ранее считался подвидом индокитайской шарнирной черепахи Cuora galbinifrons bourreti. В 2004 году Стюарт (англ. Stuart) и Пархам (англ. Parham) предложили считать его отдельным видом.